# Bahnhof Blackfriars

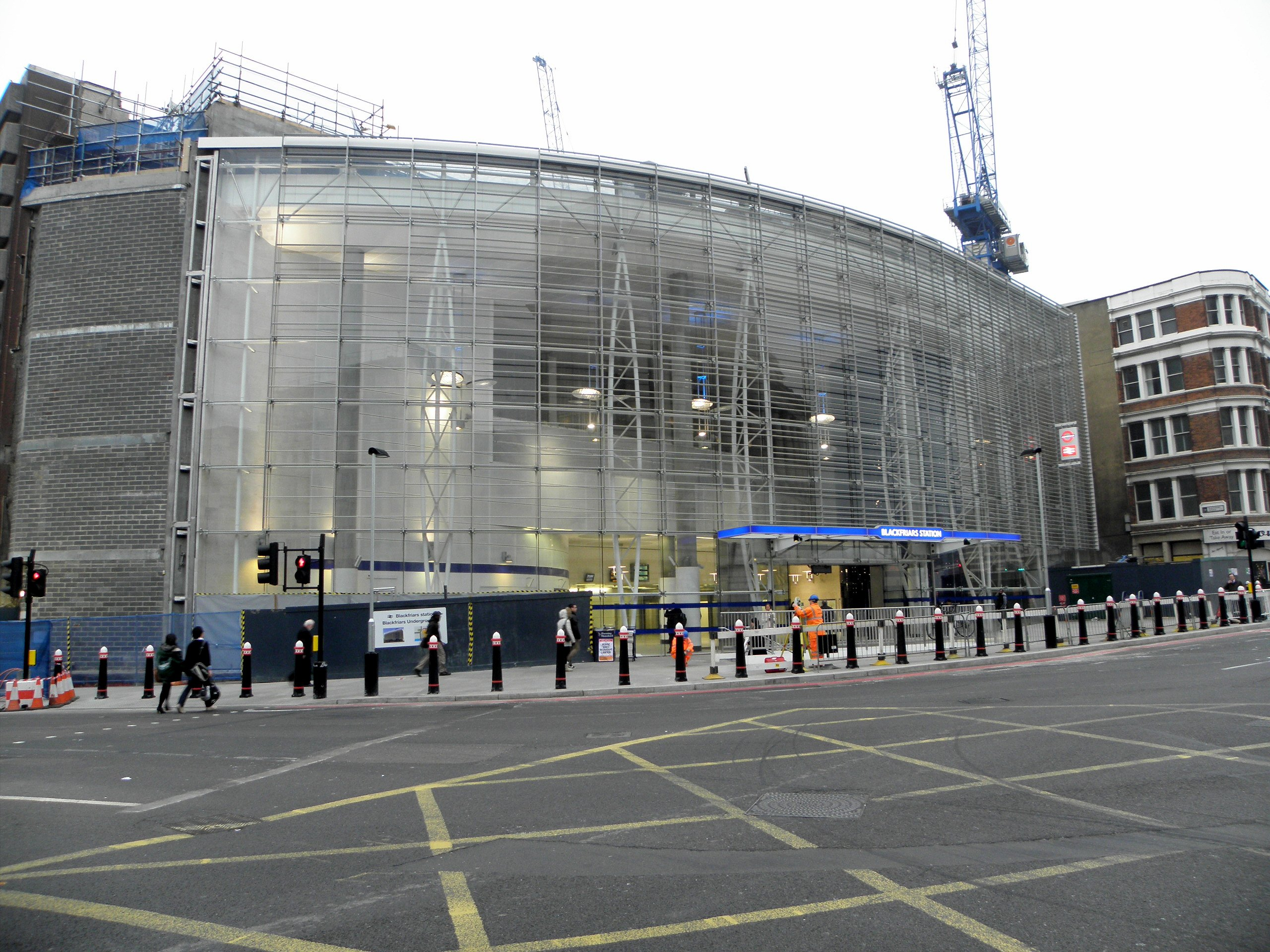
Eingang zum Bahnhof nach dem Umbau (2012)

Blackfriars ist ein Bahnhof im gleichnamigen Stadtteil in der City of London, dem Finanzdistrikt von London. Die Anlage, die auch eine unterirdische Station der London Underground umfasst, befindet sich in der Travelcard-Tarifzone 1, am Nordufer der Themse und direkt neben der Blackfriars Bridge. Im Jahr 2014 nutzten 13,14 Millionen U-Bahn-Fahrgäste den Bahnhof, hinzu kommen 14,412 Millionen Fahrgäste der Eisenbahn.

## Eisenbahn

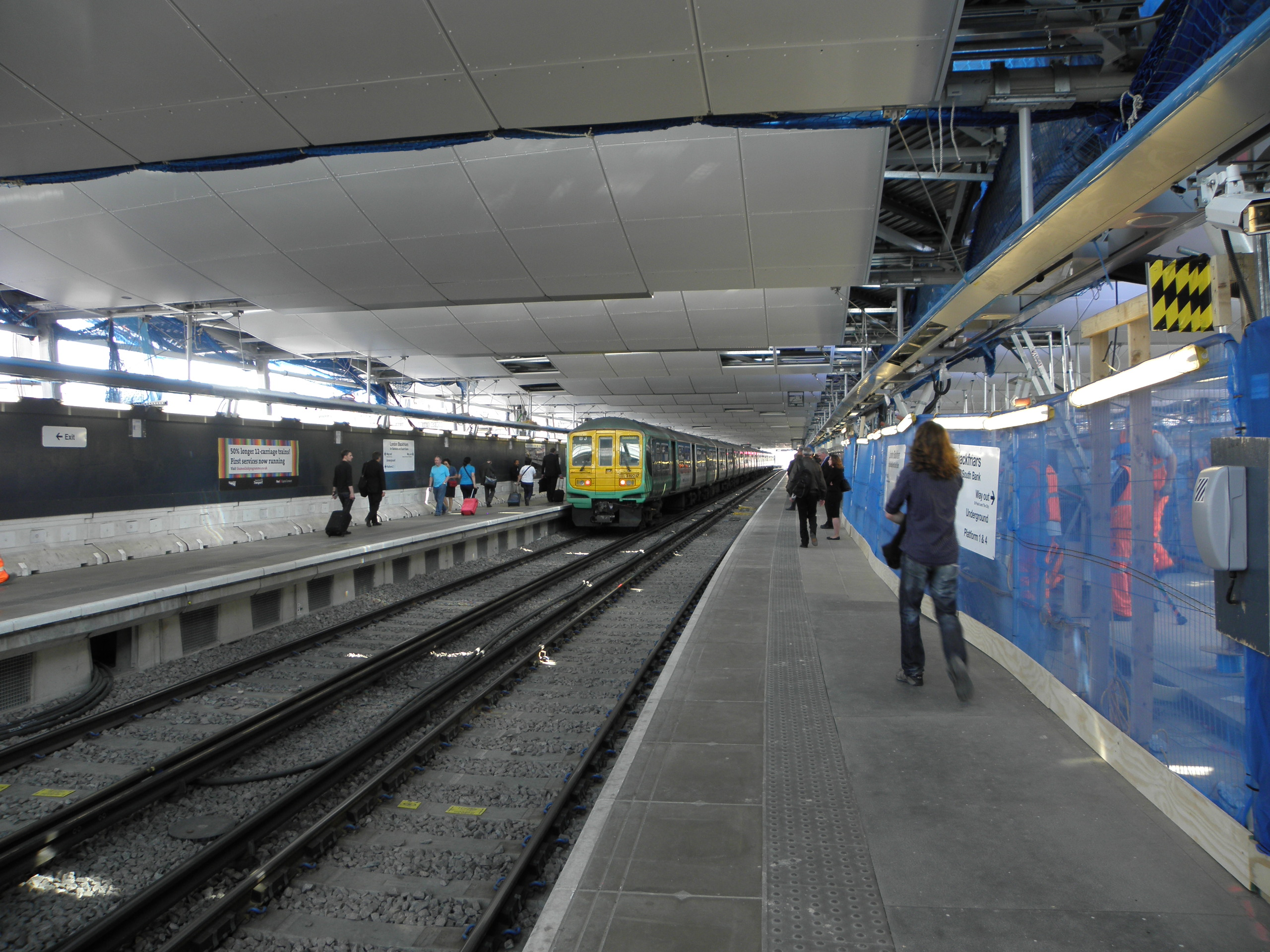
Thameslink-Bahnsteige

### Anlage
Der Bahnhof Blackfriars ist eine Kombination aus Durchgangsbahnhof und Kopfbahnhof. Die durchgehenden Gleise werden von den Gesellschaften First Capital Connect und Southeastern genutzt. Züge verkehren auf der Thameslink-Route nach Bedford, St Albans und Luton im Norden sowie nach Brighton, Sutton und Sevenoaks im Süden. Sämtliche Gleise führen auf der Südseite des Bahnhofs unmittelbar auf die Blackfriars Railway Bridge. Bis März 2009 wendeten einige Züge an drei Kopfgleisen, die anschließend entfernt wurden. Als Ersatz entstanden im Rahmen von Umbauarbeiten zwei neue Kopfgleise, die seit Mai 2012 während der Hauptverkehrszeit und an Wochenenden genutzt werden.

### Geschichte
Der erste Bahnhof mit dem Namen des Stadtteils Blackfriars (auf Deutsch „Schwarze Brüder“, benannt nach einem ehemaligen Kloster der Dominikaner in der Umgebung) befand sich auf der Südseite der Themse und hieß Blackfriars Bridge. Er wurde am 1. Juni 1864 durch die London, Chatham and Dover Railway (LC&DR) eröffnet. Am 21. Dezember desselben Jahres nahm sie die Blackfriars Railway Bridge und die daran anschließende Strecke über Ludgate Hill und durch den Snow-Hill-Tunnel nach Farringdon in Betrieb. Auf der Nordseite der Brücke hielten die Züge zunächst nicht. Am 1. Oktober 1885 schloss die LC&DR den Bahnhof am Südufer (er diente noch bis 1964 dem Güterverkehr). Am Nordufer entstand als Ersatz ein Neubau im Neorenaissance-Stil, der den Namen St Paul’s erhielt und am 10. Mai 1886 eröffnet wurde.
Die durchgehende Verbindung über Farringdon in Richtung King’s Cross gab man 1916 auf. Am 1. Februar 1937 wurde der Bahnhof St Paul’s in Blackfriars umbenannt. Mitte der 1970er Jahre modernisierte man ihn grundlegend, am 30. November 1977 erfolgte die offizielle Wiedereröffnung. Vom ursprünglichen Bahnhof sind einzelne Steinfundamente erhalten geblieben. Bis 1990 endeten die Züge, die Blackfriars durchfuhren, wenige hundert Meter weiter nördlich im mittlerweile abgerissenen Bahnhof Holborn Viaduct. Seit der Wiederinbetriebnahme der S-Bahn-ähnlichen Thameslink-Strecke im selben Jahr fahren die Züge nach King’s Cross und weiter in die nördlichen Vororte.
Vom Frühjahr 2009 bis zum Sommer 2012 wurde der Bahnhof vollständig neu gebaut, das darüber befindliche Bürogebäude wurde abgerissen und durch einen Neubau ersetzt. Die Durchgangsbahnsteige verlängerte man bis zum nördlichen Teil der Blackfriars Railway Bridge, um Züge mit zwölf Wagen (bisher acht) aufnehmen zu können.

## U-Bahn

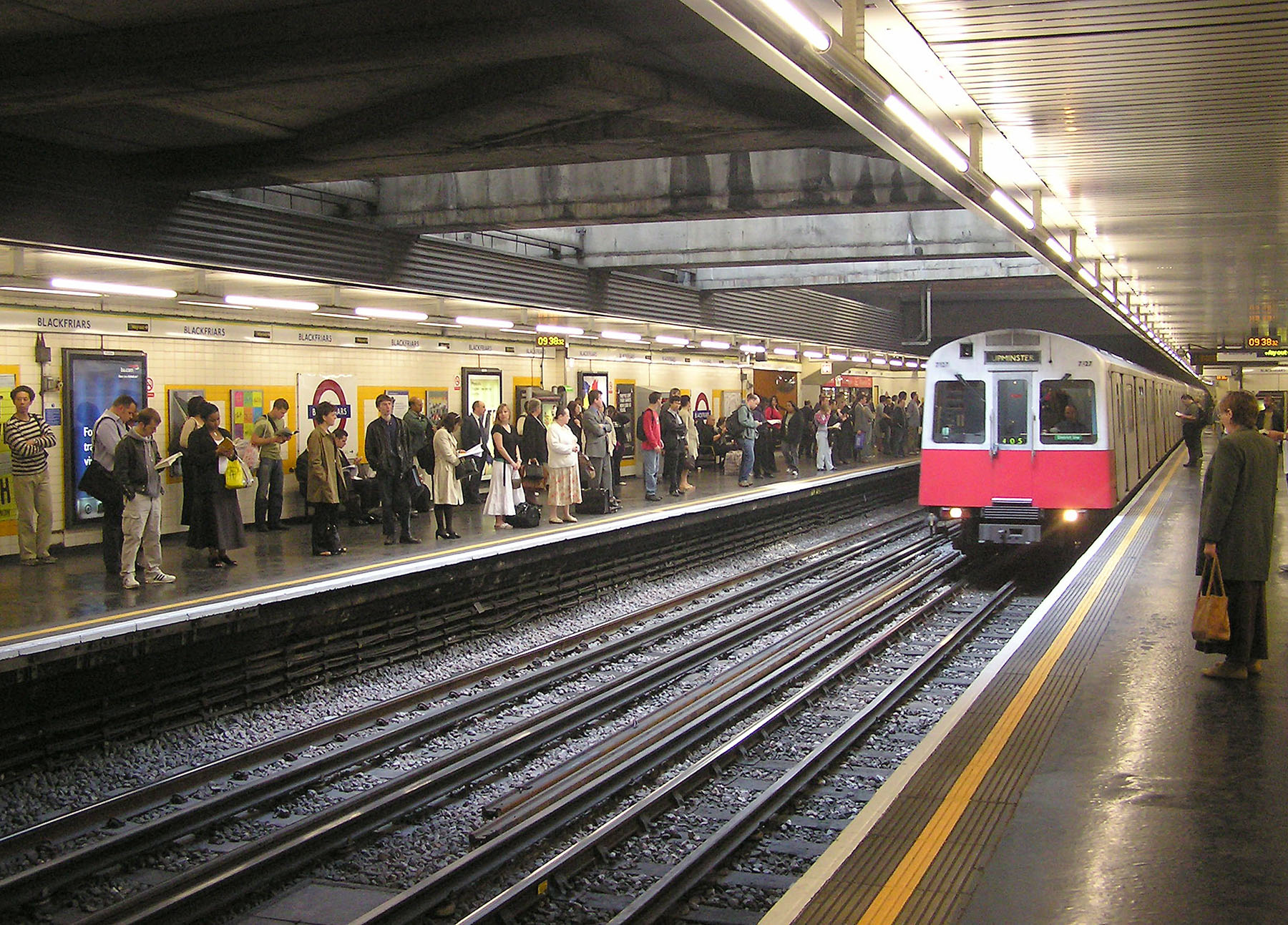
U-Bahn-Station Blackfriars

Unter dem Bahnhof befindet sich die Station der London Underground, wo Züge der Circle Line und der District Line verkehren.
Die Station, die im Gegensatz zum Bahnhof stets Blackfriars hieß, wurde am 30. Mai 1870 durch die Metropolitan District Railway (MDR) eröffnet, die Vorgängergesellschaft der District Line. Blackfriars war etwas mehr als ein Jahr lang die östliche Endstation der von Westminster hierher führenden Streckenabschnitts. Am 3. Juli 1871 verlängerte die MDR ihre Strecke nach Mansion House. Wegen des Umbaus des Bahnhofs wurde die U-Bahn-Station am 2. März 2009 geschlossen und erst fast drei Jahre später, 20. Februar 2012, wiedereröffnet.